# Cyprus Broadcasting Corporation
Die Cyprus Broadcasting Corporation (CyBC; griechisch Ραδιοφωνικό Ιδρυμα Κύπρου, türkisch Kıbrıs Yayın Kurumu) ist die öffentlich-rechtliche Rundfunkanstalt der Republik Zypern mit Sitz in Nikosia.
Die Zyprische Rundfunkgesellschaft wurde 1953 als Cyprus Broadcasting Service gegründet und trägt seit 1960 den heutigen Namen. Betrieben werden drei Fernseh- und vier Hörfunkprogramme, die terrestrisch über UKW bzw. UHF/VHF und als Livestream über das Internet verbreitet werden. Gesendet wird auf Griechisch, Türkisch und Englisch, wobei der griechische Anteil im Programm überwiegt. Auf Türkisch wird ein Programmumfang von 11 Stunden am Tag ausgestrahlt.

## Programme
Hörfunk
- Radio 1 (Proto) – Nachrichten, Kultur
- Radio 2 (Deutero) – Sender für die Türkische und Armenische Minderheit
- Radio 3 (Trito) – Unterhaltung und Information
- Radio 4 (Tetarto) – Klassische Musik, Jazz und klassische Rockmusik

Fernsehen
- RIK 1 (ΡΙΚ ΕΝΑ) – Vollprogramm
- RIK 2 (ΡΙΚ ΔΥΟ) – Serien in Eigen- und Fremdproduktion, Spielfilme, Kinderprogramm
- RIK HD (PIK HD) – Großveranstaltungen (bspw. Eurovision Song Contest)
- RIK Sat (ΡΙΚ SAT) – Internationale Ausstrahlung